# Monesterio
Monesterio – gmina w Hiszpanii, w prowincji Badajoz, w Estramadurze, o powierzchni 322,35 km². W 2011 roku gmina liczyła 4362 mieszkańców.